# Presagio di morte (romanzo)
Presagio di morte (The Grindle Nightmare) è un romanzo giallo del 1935, scritto da Richard Wilson Webb con Mary Louise White Aswell, e pubblicato sotto lo pseudonimo di Q. Patrick; un anno dopo Webb avrebbe dato vita alla collaborazione con Hugh Callingham Wheeler che avrebbe reso entrambi noti con lo pseudonimo di Patrick Quentin.

## Trama
Da qualche tempo a Grindle Valley vengono rapiti e uccisi in modo atroce degli animali di proprietà degli abitanti. Ma finché si tratta di animali, si può solo pensare a degli scherzi un po' macabri, per i quali ognuno dei pettegoli abitanti ha trovato un proprio colpevole. Il guaio è che un giorno sparisce una bambina, la figlia del giardiniere del ricco proprietario terriero Seymour Alstone. Sarà solo l'avvio di una catena di delitti efferati e apparentemente inspiegabili. Ad indagare, il giovane patologo Douglas Swanson, ma la soluzione verrà dal suo amico e collega, Antonio "Toni" Conti, che dimostrerà quanto mai come in questo caso l'elemento fondamentale sia la psicologia criminale.

## Personaggi principali
- Douglas Swanson, patologo e narratore
- Antonio Conti, suo collega
- Seymour Alstone, proprietario terriero di quasi tutta Grindle Valley
- Franklin Alstone, suo figlio
- Gerald Alstone, figlio di Franklin
- Peter Foote, studente di medicina e miglior amico di Gerald
- Signora Middleton, cognata e parente povera di Seymour
- Valerie Middleton, sua figlia
- Charlie e Millie Goschen, due coniugi con la passione per il bere
- Edgar e Roberta Tailford-Jones, altra coppia di coniugi
- Jo Baines, giardiniere di Seymour
- Minnie Baines, sua moglie
- Mark e Polly Baines, due dei loro figli
- Bracegirdle, vicesceriffo della contea di Grindle

## Edizioni italiane
- Presagio di morte, collana Il Giallo Mondadori n. 1472, Arnoldo Mondadori Editore, aprile 1977.
- Presagio di morte, traduzione di Marilena Damiani, collana I classici del Giallo Mondadori n. 798, Arnoldo Mondadori Editore, agosto 1997.